# ساجاريجو
ساجاريجو (بالجورجية: საგარეჯო) هي بلدة في منطقة كاخيتي في جورجيا. تعتبر البلدة كمركز إداري لمنطقة ساجارجو.